# رومریان
رومریان (نام علمی: Romeriida) نام یک کلاد از کلاد هوخزندگان است.